# (17954) Hopkins
(17954) Hopkins est un astéroïde de la ceinture principale d'astéroïdes.

## Description
(17954) Hopkins est un astéroïde de la ceinture principale d'astéroïdes. Il fut découvert le 10 mai 1999 à Socorro (Nouveau-Mexique) par le projet LINEAR. Il présente une orbite caractérisée par un demi-grand axe de 2,27 UA, une excentricité de 0,10 et une inclinaison de 3,1° par rapport à l'écliptique.

## Compléments